# Cañuelas partido
Cañuelas  egy partido (körzet) Argentínában a Buenos Aires tartományban. A fővárosa Cañuelas.

## Települések

Gran Buenos Aires

Localidades
| - Cañuelas - Santa Rosa - Alejandro Petión | - Máximo Paz - Uribelarrea - Vicente Casares | - Gobernador Udaondo - El Taladro |